# 1989 у Миколаєві
| Роки в Миколаєві ← • 1901 • 1902 • 1903 • 1904 • 1905 • 1906 • 1907 • 1908 • 1909 • 1910 • 1911 • 1912 • 1913 • 1914 • 1915 • 1916 • 1917 • 1918 • 1919 • 1920 • 1921 • 1922 • 1923 • 1924 • 1925 • 1926 • 1927 • 1928 • 1929 • 1930 • 1931 • 1932 • 1933 • 1934 • 1935 • 1936 • 1937 • 1938 • 1939 • 1940 • 1941 • 1942 • 1943 • 1944 • 1945 • 1946 • 1947 • 1948 • 1949 • 1950 • 1951 • 1952 • 1953 • 1954 • 1955 • 1956 • 1957 • 1958 • 1959 • 1960 • 1961 • 1962 • 1963 • 1964 • 1965 • 1966 • 1967 • 1968 • 1969 • 1970 • 1971 • 1972 • 1973 • 1974 • 1975 • 1976 • 1977 • 1978 • 1979 • 1980 • 1981 • 1982 • 1983 • 1984 • 1985 • 1986 • 1987 • 1988 • 1989 • 1990 • 1991 • 1992 • 1993 • 1994 • 1995 • 1996 • 1997 • 1998 • 1999 • 2000 • → |

1989 у Миколаєві — список важливих подій, що відбулись у 1989 році в Миколаєві. Також подано перелік відомих осіб, пов'язаних з містом, що народились або померли цього року, отримали почесні звання від міста.

## Події

Пам'ятник корабелам і флотоводцям Миколаєва

- Задля можливості приймати і обслуговувати пасажирські судна типу Ту-154, Іл-76, Ан-22, Іл-62 в Миколаївському аеропорту було проведено реконструкцію злітно-посадкової смуги (потовщення бетонних плит за допомогою надсучасного на той час покриття ― асфальто-полімер-бетону), також було зроблено розширення злітно-посадкової смуги та збільшення її довжини, що значно покращило можливості аеропорту.
- У центрі міста на перетині Центрального проспекту та вулиці Соборної на честь 200-річчя заснування Миколаєва створений архітектурний ансамбль — пам'ятник корабелам і флотоводцям Миколаєва.
- У грудні в Миколаєві вийшла перша некомуністична газета — Чорноморія, видання ради осередків регіональної організації Народного руху України. Газета видавалася до травня 1993 року.
- 14 вересня миколаївський футбольний клуб «Суднобудівник» провів проти команди «Океан» (Керч) 1500-й матч у чемпіонаті СРСР (2:0).

## Особи

### Очільники
- Голова виконавчого комітету Миколаївської міської ради — Олександр Молчанов.
- Володимир Новожилов змінив Володимира Матвєєва на посаді 1-го секретаря Миколаївського міського комітету КПУ.

### Почесні громадяни
- Вінник Іван Йосипович — організатор і керівник вітчизняного суднобудування, Герой Соціалістичної Праці.
- Малий Михайло Олександрович — токар, бригадир комплексної бригади верстатників Чорноморського суднобудівного заводу, Герой Соціалістичної Праці (16.01.1974). Депутат Верховної Ради УРСР 10—11-го скликань. Член Президії Верховної Ради УРСР 11-го скликання (у 1985—1990 роках).
- Петльований Григорій Павлович — уролог, кандидат медичних наук, заслужений лікар Української РСР.
- Ремез Юлій Вульфович — доктор технічних наук, професор Миколаївського кораблебудівного інституту.

### Народились
- Семенина Ігор Богданович (нар. 1 січня 1989, Тернопіль) — український футболіст, центральний півзахисник. Провів 83 матчі за МФК «Миколаїв» (забив 16 голів), та 3 матчі за «Миколаїв-2» (забив 1 гол).
- Зарічнюк Євген Миколайович (нар. 3 лютого 1989, Київ) — український футболіст, півзахисник. Провів 46 матчів за МФК «Миколаїв» (забив 4 голи), та 11 матчів за «Миколаїв-2» (забив 7 голів).
- Яровий Максим Володимирович (нар. 3 жовтня 1989, село Ковалівка, Миколаївський район, Миколаївська область) — український біатлоніст, лижник. Майстер спорту України. Дворазовий срібний та бронзовий призер зимових Паралімпійських ігор 2014 у Сочі, Росія. Чемпіон зимових Паралімпійських ігор 2018 у Пхьончхані, Південна Корея, де також став бронзовим призером. Випускник Миколаївського міжрегіонального інституту розвитку людини Університету «Україна». Спортом займається в Миколаївському регіональному центрі фізкультури і спорту інвалідів «Інваспорт».
- Чорній Артем Олександрович (нар. 23 жовтня 1989, Миколаїв) — український футболіст, півзахисник. Провів 106 матчів за МФК «Миколаїв» (забив 11 голів).
- Голенков Антон Анатолійович (нар. 17 грудня 1989, смт. Кореїз, Кримська область) — український футболіст, півзахисник. Провів 63 матчі за МФК «Миколаїв» (забив 8 голів).
- Сенкевич Максим Олегович (20 лютого 1989, Лиса Гора — 10 листопада 2014, Березове) — старший лейтенант 28-ї окремої механізованої бригади Збройних сил України, загинув в ході російсько-української війни. Лицар ордена Богдана Хмельницького ІІІ ступеня. Працював молодшим інспектором II-ї категорії відділу режиму та охорони Миколаївського слідчого ізолятора. Випускник Інституту історії та права Миколаївського національного університету імені В. О. Сухомлинського.
- Паламарчук Сергій Павлович (4 березня 1989) — український плавець, призер Літніх Паралімпійських ігор. Майстер спорту України міжнародного класу. Займається плаванням у Миколаївському регіональному центрі з фізичної культури і спорту інвалідів «Інваспорт».
- Джубатканов Артем Володимирович (9 листопада 1989, Миколаїв — 31 липня 2014, Шахтарськ) — лейтенант 25-ї окремої повітрянодесантної бригади Збройних сил України, учасник російсько-української війни. Лицар ордена Богдана Хмельницького ІІІ ступеня.
- Клімов Роман Робертович (30 червня 1989, Миколаїв — 2 лютого 2017, Авдіївка, Донецька область) — старший солдат Збройних сил України, учасник війни на сході України, снайпер, кулеметник (72-га ОМБр). Кавалер ордена «За мужність» III ступеня.
- Бойченко Валерій Вікторович (нар. 26 лютого 1989, Миколаїв, СРСР) — український футболіст, півзахисник.
- Закерничний Олександр Вікторович (нар. 28 грудня 1989, Арбузинка — 16 травня 2015, Луганське) — лейтенант Збройних сил України. Лицар ордена Богдана Хмельницького ІІІ ступеня. Випускник Миколаївського національного університету імені В. О. Сухомлинського.
- Гаврилова Ельвіра Олександрівна (нар. 26 березня 1989, Миколаїв, Українська РСР) — українська журналістка, продюсер, громадська діячка, дизайнер. Головний редактор журналу Financoff (колишній «Деньги плюс»), авторка і власниця бренду жіночого одягу Elvira Gavrilova. Засновниця і організаторка Всеукраїнського рейтингового проекту «Топ-100. Гордість України».
- Шмиріна Євгенія Ігорівна (нар. 16 вересня 1989, Миколаїв) — німецько-українська шахістка, віце-чемпіонка першості Європи серед дівчат до 14 років (2002).
- Янтар Денис Андрійович (21 липня 1989, Миколаїв — 9 вересня 2020, Миколаїв) — український громадський діяч, колишній очільник миколаївського обласного осередку партії «Національний корпус», ветеран російсько-української війни у складі батальйону «Азов».

### Померли
- Лисицин Юрій Єгорович (11 травня 1920, село Якимовське, Каширський район, Московська область — 30 грудня 1989, Митищі, Московська область) — радянський командир відділення 384-го окремого батальйону морської піхоти Одеської Військово-морської бази Чорноморського флоту, старшина I статті, Герой Радянського Союзу, один з учасників десанту Ольшанського.
- Козленко Петро Олексійович (нар. 7 червня 1916, Богоявленськ — 15 березня 1989, Москва) — радянський військовий льотчик, учасник Другої світової війни. Герой Радянського Союзу.
- Гичкін Марк Юхимович (9 лютого 1903, Миколаїв — 1989, Миколаїв) — футболіст, нападник, футбольний тренер.
- Чорнозуб Іван Іванович (1915, Миколаїв — 1969, Миколаїв) — український радянський суднобудівник. Герой Соціалістичної Праці.
- Катя Гранофф (16 липня 1896, Миколаїв — 16 квітня 1989, Париж) — французька художниця та поетеса російського походження, власниця і засновниця картинної галереї Larock-Granoff.